# Carotina Super Bip
Carotina Super Bip è una serie televisiva animata italiana del 2013 prodotta dalla Lisciani Giochi. La serie era stata annunciata a dicembre 2012 e il titolo originale era Carotina e i suoi amici.
La serie è stata trasmessa dal 30 settembre 2013 su Nick Jr. ed è stata successivamente riproposta in chiaro su Cartoonito dal 1º settembre 2014. La serie animata è stata trasmessa anche in Polonia nel 2015 e in Francia prodotta dalla Fenix Studios nel 2016.

## Doppiaggio
| Personaggio        | Doppiatore       |
| ------------------ | ---------------- |
| Carotina Super Bip | Teresa Fallai    |
| Pommy              | Elena Masini     |
| Olly Cip           | Monica Bauco     |
| Zan                | Marcello Sbigoli |
| Peppercaos         | Marcello Sbigoli |
| Cocom              | Simone Marzola   |
| Carciofino         | Simone Marzola   |

## Episodi

### Prima stagione
| nº | Titolo                                    | Prima TV          |
| -- | ----------------------------------------- | ----------------- |
| 1  | Il pupazzo di neve                        | 30 settembre 2013 |
| 2  | Carotina e le api furiose                 | 1º ottobre 2013   |
| 3  | La torta al cioccolato                    | 2 ottobre 2013    |
| 4  | Una bufera nell'orto                      | 3 ottobre 2013    |
| 5  | Il fungo gigante                          | 4 ottobre 2013    |
| 6  | Un arcobaleno per Super Bip City          | 5 ottobre 2013    |
| 7  | Un pezzetto di luna per Pommy             | 6 ottobre 2013    |
| 8  | Una scampagnata avventurosa               | 7 ottobre 2013    |
| 9  | Un giro in elicottero                     | 8 ottobre 2013    |
| 10 | La granita al limone                      | 9 ottobre 2013    |
| 11 | Il mistero delle chiavi scomparse         | 10 ottobre 2013   |
| 12 | Una medaglia d'oro                        | 11 ottobre 2013   |
| 13 | Un albero giovane giovane                 | 12 ottobre 2013   |
| 14 | Il tesoro di Zan                          | 13 ottobre 2013   |
| 15 | La polvere pizzicorina                    | 14 ottobre 2013   |
| 16 | Vola vola Pommy                           | 15 ottobre 2013   |
| 17 | La torta dell'amicizia                    | 16 ottobre 2013   |
| 18 | Buon Natale a tutti                       | 17 ottobre 2013   |
| 19 | La gara degli aquiloni                    | 18 ottobre 2013   |
| 20 | L'auto nuova di Zan                       | 19 ottobre 2013   |
| 21 | Una bicicletta per Pommy                  | 20 ottobre 2013   |
| 22 | Dove sono finite le nocciole di Olly Cip? | 21 ottobre 2013   |
| 23 | La grande corsa di Super Bip City         | 22 ottobre 2013   |
| 24 | Chi ha rubato i quadri di Zan?            | 23 ottobre 2013   |
| 25 | L'invasione delle cicale                  | 24 ottobre 2013   |
| 26 | Il cavallo imbizzarrito                   | 25 ottobre 2013   |

### Seconda stagione
| nº | Titolo                            | Prima TV      |
| -- | --------------------------------- | ------------- |
| 1  | Che dispettoso Peppercaos         | novembre 2014 |
| 2  | Tre conigli dal cilindro          |               |
| 3  | Chi ha imbrattato la Superschool? |               |
| 4  | Avventura al circo                |               |
| 5  | Una partita all'ultimo tiro       |               |
| 6  | L'invasione delle talpe           |               |
| 7  | Il leprotto di Pasqua             |               |
| 8  | Il pulcino scomparso              |               |
| 9  | La torta gigante                  |               |
| 10 | Che pasticcio nell'annusatoio     |               |
| 11 | Tutti al luna park                |               |
| 12 | Kikoria e l'albero di Natale      |               |
| 13 | La mostra di quadri               |               |
| 14 | Super Rally a Superbip City       |               |
| 15 | I costumi rubati                  |               |
| 16 | Il diario di Olly Cip             |               |
| 17 | Sabotaggio!                       |               |
| 18 | Quante avventure in montagna      |               |
| 19 | Dov'è nascosto il tesoro?         |               |
| 20 | Tanti pipistrelli a Superbip City |               |
| 21 | Il karaoke                        |               |
| 22 | La partita di pallone             |               |
| 23 | La festa di Halloween             |               |
| 24 | La vittoria dell'asinello         |               |
| 25 | Che confusione al supermercato!   |               |
| 26 | Brividi e sorprese nel bosco      |               |

### Terza stagione
| nº | Titolo                          | Prima TV         |
| -- | ------------------------------- | ---------------- |
| 1  | Carciofino alla Super School    | 21 novembre 2016 |
| 2  | Il cellulare di Olly Cip        | 22 novembre 2016 |
| 3  | La fata dentina                 | 23 novembre 2016 |
| 4  | I biscotti della fortuna        | 24 novembre 2016 |
| 5  | La notte dei regali             | 25 novembre 2016 |
| 6  | La lavatrice di Kikoria         | 26 novembre 2016 |
| 7  | Fantasmi alla Superschool       | 27 novembre 2016 |
| 8  | Carciofino ha perso la memoria! | 28 novembre 2016 |
| 9  | Il concerto di primavera        | 29 novembre 2016 |
| 10 | La finta custode                | 30 novembre 2016 |
| 11 | Una farfalla gigante            | 1º dicembre 2016 |
| 12 | Pizzaioli acrobatici            | 2 dicembre 2016  |
| 13 | La collana di conchiglie        | 3 dicembre 2016  |

### Quarta stagione
| nº | Titolo                              | Prima TV      |
| -- | ----------------------------------- | ------------- |
| 1  | Il blackout e le lucciole lampadina |               |
| 2  | Lo skateboard di Mattia             |               |
| 3  | Il castello stregato                |               |
| 4  | Il pettirosso rapito                |               |
| 5  | Nebbia a Super Bip City             |               |
| 6  | Il mistero dei gioielli rubati      |               |
| 7  | Il pesce gigante                    |               |
| 8  | I pirati dell'aria                  |               |
| 9  | La pozione sbellichina              |               |
| 10 | La gara di castelli di sabbia       |               |
| 11 | Il capitombolo di Cocòm             |               |
| 12 | Sorprese pericolose!                |               |
| 13 | Grandi ragni in agguato             | 5 luglio 2017 |